# Estela de Madrid

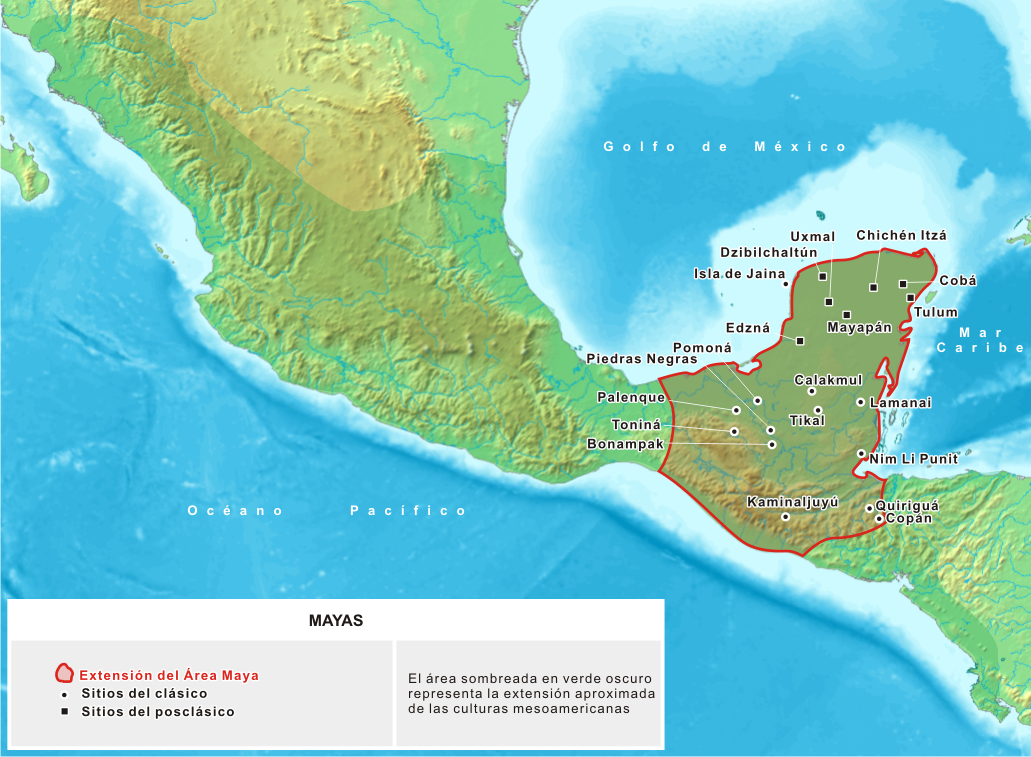
Territorio ocupado por la cultura maya en los períodos Clásico y Posclásico de Mesoamérica

La estela de Madrid es un relieve de piedra caliza y data alrededor de 650 d.c. que es coherente con el periodo clásico maya (200-900 d.c.). La estela fue hallada en la Casa E del Palacio de Palenque construido por el rey Pakal II. La Casa E está situada en el centro de la estructura del palacio y este edificio es especialmente importante, ya que aquí se encuentra el trono de Pakal II tallado en piedra caliza, sostenido por cuatro bloques de piedra caliza más pequeños, uno de los cuales es la Estela de Madrid.

## Hallazgo
La estela de Madrid forma parte de la excavación arqueológica realizada por el capitán Antonio del Río en la ciudad maya de Palenque en 1787 que fue la primera excavación en el área maya y fue realizada a partir del interés del rey Carlos III.

## Simbología
En la estela aparece un hombre que está sentado en un trono con las piernas cruzadas. Tiene el cabello largo atado con una cinta y lleva muchas joyas. Su cabeza tiene deformación craneana, lo que le confiere un pequeño cráneo, una característica típica del arte de la cultura olmeca. El hombre es símbolo de un bacab, deidades maya, que formaron gran parte de la creencia. En la mitología maya hay representación de cuatro bacabs, uno de cada los puntos cardinales. Su función en los puntos cardinales es sostener los cielos y evitar una erupción y por eso se les relaciona como protectores del mundo.
Las numerosas joyas que lleva el bacab demuestran que se trata de una personalidad importante, que es un símbolo de riqueza y prosperidad. Al mismo tiempo, la deformación del cráneo en el arte es un símbolo de formar parte de la élite, lo que es un bacab. Dado que la figura está sentada en un trono simboliza una jerarquía en la que él está en la parte superior, y es también una imagen de una persona con poder, que se relaciona con Pakal II. 
Él está sentado sobre el ‘Imix’, que es una criatura mítica y el monstruo de la tierra en la cultura maya. Este monstruo mítico ilustra el ciclo de la vida maya, y es visto como la criatura que controla la noche y el día, tragándose el sol y dejándolo salir de nuevo. Imix es una criatura con cuerpo de un cocodrilo, que, para los mayas, era un animal mágico que simboliza la tierra y el agua, por lo que era un elemento importante para la vida y también simboliza el equilibrio, que puede asociarse con dualidad como la luz y la oscuridad, la noche y el día, entre otras cosas.
Imix es también el nombre de un glifo representado en el trono sobre el que se sienta la figura. Este glifo forma parte del sistema de calendario maya.
El glifo contiene líneas que forman una mano. Esta mano es para mostrar que los mayas son saludados y bienvenidos, ya que Imix es el primer día y el comienzo de cada uinal. 
El glifo también muestra un círculo rodeado de pequeños puntos, que simbolizan el sol y la lluvia.
En su totalidad, el glifo forma un pecho, que se asocia con una mujer y una madre. Se puede referir al pecho de la Madre Tierra, que es la base de toda la vida en la tierra y que, con su pecho, protege y nutre a la naturaleza y a los humanos, como una madre cuida a su hijo.
Esto demuestra que la naturaleza es un elemento fundamental en la cultura de Palenque y Maya, y cómo aparece y es honrada en el arte y en esta estela. 
Aparece también 6 glifos en una de los lados, y representan fechas y días del linaje real, posiblemente relacionadas con Pakal II y su madre, señora K’uk.
La estela también revela un gran nenúfar en el lado derecho del bacab que se extiende desde la mano hasta el abdomen del bacab. La nenúfar es una planta submarina y en general se relaciona con la realeza y el linaje de Pakal.
La posición con las piernas cruzadas es un signo de sacrificio y ofrenda, pero también, junto con las joyas, tocado y plumas, símbolo de un gobernante guerrero. Así, la figura se muestra como una personalidad importante, tanto en el aspecto religioso como en el guerrero, y aparece como un bacab, un protector del pueblo así como Pakal II funcionaba como protector de los mayas y fue parte en sostener la civilización con su manera de gobernar y desarrollar la sociedad. 
Aparece una cicatriz en su barbilla, presumiblemente como resultado de participar en un autosacrificio donde ofrece parte de su sangre. 

## Características
Datación: Ca. 650 d.c.
Forma: Uno de cuatro patas del trono de Pakal II.
Material: Piedra Caliza.
Contexto cultural: Estilo Maya, período clásico tardío.
Técnica: Tallado, pintado.
Altura: 46,5 cm.
Anchura: 29,5 cm.

## Conservación
Después del descubrimiento, la estela fue traída a España y conservada en el Museo Arqueológico Nacional. Luego en 1941 lo pasaron al Museo de América donde se ha ubicado hasta la actualidad, con el número de inventario: 02608